# 费利沙·艾伯塔·纳撒尼尔·帕萨里布
费利沙·艾伯塔·纳撒尼尔·帕萨里布（2005年9月11日—），印尼女子羽毛球運動員，出自Exist羽毛球俱樂部。

## 選手生涯

### 2023年
2023年6月，费利沙·艾伯塔·纳撒尼尔·帕萨里布与Zaidan Arrafi Nabawi在未来系列赛級別的立陶宛羽毛球國際賽混雙決賽以1比2（21-16、16-21、13-21）遭队友Marwan Faza／Jessica Maya Rismawardani逆转，無緣奪冠。

### 2024年
2024年初3月，费利沙·艾伯塔·纳撒尼尔·帕萨里布与Marwan Faza在國際挑战赛級別的泰國羽毛球國際挑戰賽混雙決賽以0比2（13-21、9-21）不敵泰國組合帕克卡波·提拉萨库尔／帕泰玛斯·门翁。5月，她与Marwan Faza在國際系列赛級別的奧地利羽毛球公開賽混雙決賽以2比0（21-15、21-15）擊敗队友阿姆里·萨纳维／英达·察亚·萨里·贾米尔，夺得职业生涯首座國際赛事冠军，隔週在超級100級別的印尼北干巴魯大師賽奪得首座世界巡迴賽冠軍。

## 主要比賽成績
只列出曾進入準決賽的國際賽事成績：
| 年份   | 賽事                     | 公開賽級別 | 項目     | 拍檔                 | 成績   |
| ------ | ------------------------ | ---------- | -------- | -------------------- | ------ |
| 2023年 | 立陶宛羽毛球國際賽       | 未來系列賽 | 混合雙打 | Zaidan Arrafi Nabawi | 亞軍   |
| 2024年 | 泰國羽毛球國際挑戰賽     | 國際挑戰賽 | 混合雙打 | Marwan Faza          | 亞軍   |
| 2024年 | 奧地利羽毛球公開賽       | 國際系列賽 | 混合雙打 | Marwan Faza          | 冠軍   |
| 2024年 | 印尼羽毛球國際挑戰賽     | 國際挑戰賽 | 混合雙打 | 贾法尔·希达亚图拉    | 冠軍   |
| 2024年 | 印尼北干巴魯羽毛球大師賽 | 超級100賽  | 混合雙打 | 贾法尔·希达亚图拉    | 冠軍   |
| 2024年 | 印尼泗水羽球國際挑戰賽   | 國際挑戰賽 | 混合雙打 | 贾法尔·希达亚图拉    | 冠軍   |
| 2025年 | 泰國羽毛球大師賽         | 超級300賽  | 混合雙打 | 賈法爾·希達亞圖拉    | 準決賽 |
| 2025年 | 亞洲羽毛球錦標賽         | 其他       | 混合雙打 | 賈法爾·希達亞圖拉    | 季軍   |
| 2025年 | 台北羽毛球公開賽         | 超級300賽  | 混合雙打 | 賈法爾·希達亞圖拉    | 冠軍   |
| 2025年 | 中國羽毛球公開賽         | 超級1000賽 | 混合雙打 | 賈法爾·希達亞圖拉    | 準決賽 |

| 2018-2026年 | 總決賽 | 超級1000賽 | 超級750賽 | 超級500賽 | 超級300賽 | 超級100賽 | 國際挑戰賽 | 國際系列賽 | 未來系列賽 | 其他 |